# Machine Men
Machine Men (engl. machine ‚Maschine‘, men ‚Männer‘) war eine finnische Band, die traditionellen Heavy Metal spielte.

## Geschichte

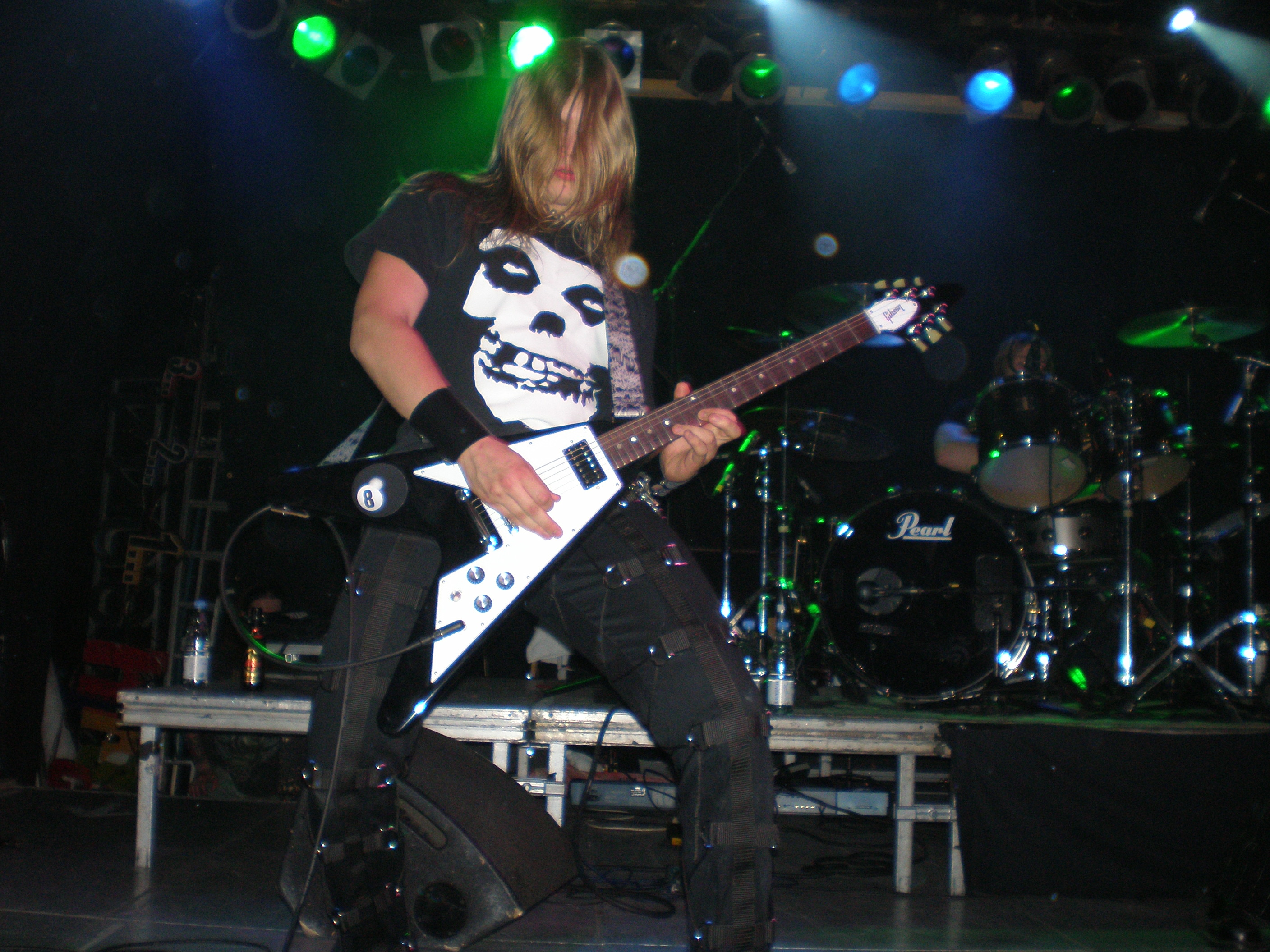
Gitarrist J-V Hintikka

Machine Men wurde von Jarno Parantainen, Toni Parviainen, Eero Vehniäinen und Jani Noronen als Iron-Maiden-Coverband gegründet. Im Herbst 1998 stieß Gitarrist J-V Hell zum Line-Up, woraufhin die Band mit der Komposition eigener Songs begann. In dieser Besetzung wurden zwei Demos eingespielt, bevor die Band wegen des Militärdienstes mehrerer Bandmitglieder bis 2001 pausieren musste.
Im Dezember des Jahres unterzeichnete die Band einen Vertrag mit dem finnischen Plattenlabel Dynamic Arts und nahm eine selbstbetitelte EP auf, die neben vier eigenen Songs mit Aces High auch eine Iron-Maiden-Coverversion enthält. Anschließend tourte die Band ausgiebig durch Finnland.
Im Juni 2003 ging die Band erneut ins Studio, um ihr Debütalbum aufzunehmen. Scars and Wounds erschien im Februar 2004. Ende des Jahres begann die Band mit dem Songwriting für ihren nächsten Longplayer. Zuvor wechselte Machine Men zu Century Media.
Im August 2005 erschien das Album Elegies. Neben neun neuen Songs enthält es mit Freak die Coverversion eines Solostücks von Bruce Dickinson. 2007 folgte das bisher neueste Album, Circus of Fools, das Platz acht der finnischen Albumcharts erreichte.
Im Februar 2011 löste sich die Band auf.

## Diskografie

### Alben
- 2003: Scars & Wounds
- 2005: Elegies
- 2007: Circus of Fools

### Sonstiges
- 2002: Machine Men (EP)
- 2005: Falling (Single)
- 2007: No Talk Without the Giant (Single)